# Helmut H. Spiekermann
Helmut H. Spiekermann (* 29. Oktober 1968 in Meppen) ist ein deutscher Germanist.

## Leben
Nach dem Studium der Sprach- und Literaturwissenschaft an der Universität Osnabrück (Magister Artium), der Promotion 1999 an der Universität Osnabrück und der Habilitation 2007 an der Albert-Ludwigs-Universität Freiburg war er Akademischer Oberrat in Bonn und übernahm eine Lehrstuhlvertretung in Freiburg. 2010 trat er eine Professur in Würzburg an. Seit 2012 ist er Professor für Sprachwissenschaft (Schwerpunkt Niederdeutsch) an der Universität Münster.

## Schriften (Auswahl)
- Silbenschnitt in deutschen Dialekten. Tübingen 2000, ISBN 3-484-30425-1.
- Sprache in Baden-Württemberg. Merkmale des regionalen Standards. Tübingen 2008, ISBN 978-3-484-30526-7.
- mit Hans-Joachim Jürgens: Niederdeutsch in der Grundschule. Unterrichtsmaterialien für die 3./4. Klasse an Grundschulen im Münsterland. Münster 2017, ISBN 3-8405-0160-1.
- mit Line-Marie Hohenstein, Stephanie Sauermilch und Kathrin Weber (Hg.): Niederdeutsch: Grenzen, Strukturen, Variation. Köln 2016, ISBN 3-412-50710-5.